# Damara (Centraal-Afrikaanse Republiek)
Damara is een stad in het zuiden van de Centraal-Afrikaanse Republiek, gelegen in de prefectuur Ombella-M'Poko. De stad ligt op de weg tussen hoofdstad Bangui en Sibut. 